# De Stentor
De Stentor is een sinds 31 maart 2003 in Nederland dagelijks verschijnende regionale krant van het Vlaamse mediabedrijf DPG Media. De centrale redactie is gevestigd in Zwolle. De betaalde oplage van de Stentor bedraagt 87.510 exemplaren (2017). Het verschijningsgebied strekt zich uit van Flevoland tot in de Achterhoek en van Noordwest-Overijssel tot de zuidwestelijke Veluwe. De naam van de krant is ontleend aan de Griekse mythologie. Stentor was daarin de naam van een heraut met een imposant stemgeluid in de Trojaanse Oorlog.
Naast de hoofdvestiging in Zwolle heeft de Stentor kantoren in Apeldoorn, Deventer en Harderwijk. Sinds 2007 verschijnt de krant op tabloidformaat. De krant kent tien regionale edities.

## Ontstaan
De Stentor is in maart 2003 ontstaan als voortzetting van een aantal krantentitels van Wegener, te weten de Apeldoornse Courant (met de kopbladen Deventer Dagblad en Gelders Dagblad) en de aanvankelijk door Koninklijke Tijl B.V. uitgegeven Zwolse Courant (met de kopbladen Nieuw Kamper Dagblad en Dagblad Flevoland). Per 1 januari 2004 ging ook een deel van de oplage van de Amersfoortse Courant (met kopblad Veluws Dagblad) op in de Stentor. Al langere tijd werd het algemene gedeelte van de Wegener-kranten door een centrale redactie gemaakt en de regionale gedeelten door eigen redacties. De bundeling was bedoeld om de afname van het aantal abonnees te kunnen opvangen en redactiekosten te besparen.
Mecom, het Britse mediaconcern dat fungeerde als moederbedrijf van Wegener, werd in 2014 overgenomen door De Persgroep, de uitgever van onder meer de Volkskrant, AD en Trouw. In 2019 wijzigde De Persgroep haar naam in DPG Media.

## Redactie
De hoofdredactie wordt sinds 2021 gevoerd door Sylvia Cools. Haar voorganger was Allard Besse, die de krant zes jaar lang leidde. Hiervoor was Alex Engbers de hoofdredacteur.

## Regionale edities
De Stentor kende in 2003 veertien regionale edities, dat zijn er anno 2020 nog tien:
- Apeldoorn
- West-Veluwe
- Deventer
- Salland
- Zutphen & Achterhoek
- Zwolle
- Vechtdal
- Kampen-Flevoland
- Veluwe
- Kop van Overijssel

## Oplage
Totaal betaalde oplage volgens HOI, Instituut voor Media Auditing.
- 2003: 158.987
- 2010: 121.551
- 2011: 116.043 (-4,5%)
- 2012: 111.596 (-3,8%)
- 2013: 104,687 (-6,2%)
- 2014: 99.375 (-5,1%)
- 2015: 93.065 (-6,3%)
- 2016: 90.313 (-3,0%)
- 2017: 87.510 (-3,1%)

Gemiddeld verspreide oplage van De Stentor tussen 2004 en 2017
Cijfers volgens HOI, Instituut voor Media Auditing